# فاب (شركة)
شركة فاب المحدودة (باليابانية: 株式会社バップ، بالروماجي: Kabushiki gaisha Bappu)، هي شركة يابانية في مجال الترفيه، ويقع مقرها الرئيسي في تشيودا، طوكيو. وهي شركة تابعة لـ نيبون تلفزيون هولدينغز.

## الفنانون
- مومورو كيكوتشي
- أوميغا ترايب، في تجلياتها في الثمانينيات وأوائل التسعينيات، بما في ذلك:
  - سوجياما كيوتكا وأوميغا ترايب
    - بالإضافة إلى ذلك، كان سوجياما المغني الرئيسي لأوميغا ترايب في أوائل وحتى منتصف الثمانينيات، وعند حل الفرقة في 1985، وقع عقدًا مع VAP كفنان منفرد حتى 1990 ومرة أخرى من 2000 إلى 2010.

  - أوميغا ترايب 1986
  - كارلوس توشيكي وأوميغا ترايب
- كولدراين (2008–2017)
- كونشيرتو مون
- إيسترن يوث
- إيدج أوف سبيريت
- فير أند لوذينج إن لاس فيغاس (2010–2017)
- جالنيريوس
- جيرلز أون ذا ران
- أيا هيساكاوا
- نايت مير (فرقة يابانية) (2006–2011)
- نوبويوكي هياما
- لاست ألاينس
- ماكسيموم ذا هورمون (2002–2018)
- نويزي سيل
- هادجيمي ميزوغوتشي
- توشيوكي موركاوا
- يوجي أونو (علامة لوبينتيك)
- أوجر يو أسهول
- باي ماني تو ماي بين
- سيبر تايغر
- موموكو ساكورا
- سينداي كاموتسو
- S.E.S.
- يوري شيراتوري
- سوزومي
- وايت أش
- تسفاي (2004–2007)

## التلفزيون الياباني، الدراما، والأنمي على DVD/Blu-ray
- أكاتشي
- المصارعة المحترفة في اليابان (مجموعات مصارعة تحتوي على مباريات من 1972-2000)
- باجي، وحش الطبيعة العظيمة (منتج لـ نيبون تي في)
- بيرسيرك[2]
- ديث نوت[3]
- دوبوتسو نو موري
- إلفن ليد
- إندرايد
- فلايينج ويتش
- فيوتشر جي بي إكس سايبر فورمولا
- هادجيمي نو إيبّو
- هييسي ألترا سيفن
- هانتر × هانتر[4]
- كايابا
- كايدجي
- كوريُو نو ميمي
- هيا بنا! أنبانمان
- لوبين الثالث
- ماهو نو تينشي كريمي مامي
- ماماوا شوغاكو يونينسي
- ماستر كيتون
- ميرمو! (تي في طوكيو)[5]
- مونكي
- مونستر
- صديقي الغزال نوكوتان[6]
- ماي لوف ستوري!!
- نانا
- نورو: المحقق الخارق
- برو ريسلينغ نوح (مجموعات مصارعة تحتوي على مباريات من 2000-2020)
- ريد بارون (إصدار VHS فقط 1994-95؛ إصدارات البلوراي الحديثة مرخصة لـ وارنر هوم إنترتينمنت)
- سانت سيا: اللوحة المفقودة
- سوبر ماريو بروس: المهمة العظيمة لإنقاذ الأميرة بيتش!
- تينشي مويو!
- الخطايا السبع المميتة (المواسم 3–4 فقط)
- أوراهارا
- ذا ووتر مارجن

## الأعضاء الرئيسيون

### ناشرو شبكة نيبون نيوز وشبكة نيبون تلفزيون
- شركة ميتسوبيشي
- شبكة نيبون للتلفزيون
- نظام إذاعة أكيتا
- إذاعة تلفزيون سابورو
- شركة ياماغاتا للبث المحدودة
- تلفزيون مياجي الإعلامي
- نظام بث ياماناشي
- بث تلفزيوني تشوكيو
- بث نيبون الشمالي
- شركة بث فوكوي
- شركة يوريوي للبث التلفزيوني
- شركة بث هيروشيما المحدودة
- شركة ياماغوتشي للبث المحدودة
- نظام بث فوكوكا
- شركة بث شيكوكو ج.ر.ت
- شركة بث نيشينيبون المحدودة
- شركة بث نانكاي المحدودة
- شركة بث كووتشي ر.ك.سي
- شركة بث آوموري ر.أ.ب

### شركة أعمال شبكة نيبون التلفزيونية
- راديو إف إف راديو اليابان
- نيبون تي في ميوزيك

### شركة شراكة يوميوري شيمبون
- راديو كانساي

## ألعاب الفيديو
- دكي! دكي! يوينتشي: كريزي لاند دايساكوسن (فاميكوم)
- غانسو سايوكي: سوبر مونكي دايبوكان (فاميكوم)
- آيزوليتد واريور (فاميكوم)
- سبرينتر مونوجاتاري: ميزاسه!! إيكّاكو سينكين (سوبر فاميكوم)
- شيغيتاكا كاشيواغي توب ووتر باسينغ (سوبر فاميكوم)
- تاو (فاميكوم)
- كوريُو نو ميمي (سوبر فاميكوم)
- كيوبرت 3 (سوبر فاميكوم)
- شيبّو دي بون (جيم بوي)
- باور ميسيون (جيم بوي)
- سوبر ستريت باسكتبول (جيم بوي)
- سوبر ستريت باسكتبول 2 (جيم بوي)
- كوكينغ دينسيتسو (جيم بوي)
- بيغ ثانكس سوبر كيرين (سيغا ساترن)

## وصلات خارجية
- الموقع الرسمي